# 皇甫曾
皇甫曾（?—785年），字孝常，潤州丹陽（今江苏省鎮江市丹陽市）人，唐代诗人。与其兄皇甫冉并称于世。

## 生平
皇甫曾生年不详。出身于润州丹阳的皇甫氏，家世显赫。
天寶十二载（753年）皇甫曾登进士第，后任监察御史或殿中侍御史之职。在大历三年（768年）到大历六年（771年）之间，因事貶舒州司馬，并与时任舒州刺史的独孤及有多次作诗唱和，但其诗现已不存。其后，他曾北上洛阳，可能是归家。
大历八年（773年）后，曾在湖州与颜真卿、皎然等交游，又曾任陽翟縣令。
皇甫曾卒年无记载，傅璇琮推断卒于貞元元年（785年）。

## 交游
皇甫曾与当时许多诗人和文人都有交往，如刘长卿、戴叔伦、独孤及、李嘉祐、张继以及颜真卿、皎然等。

## 文学成就
皇甫曾诗风独特，与其兄皇甫冉齐名。宋朝江邻几将其列为大历十才子之一（清人管世铭则将其兄皇甫冉列为大历十才子之一）。高仲武評其詩“體制清潔，華不勝文”。
《全唐詩》存其詩48首，今有詩一卷。